# アントニオ・オロスコ

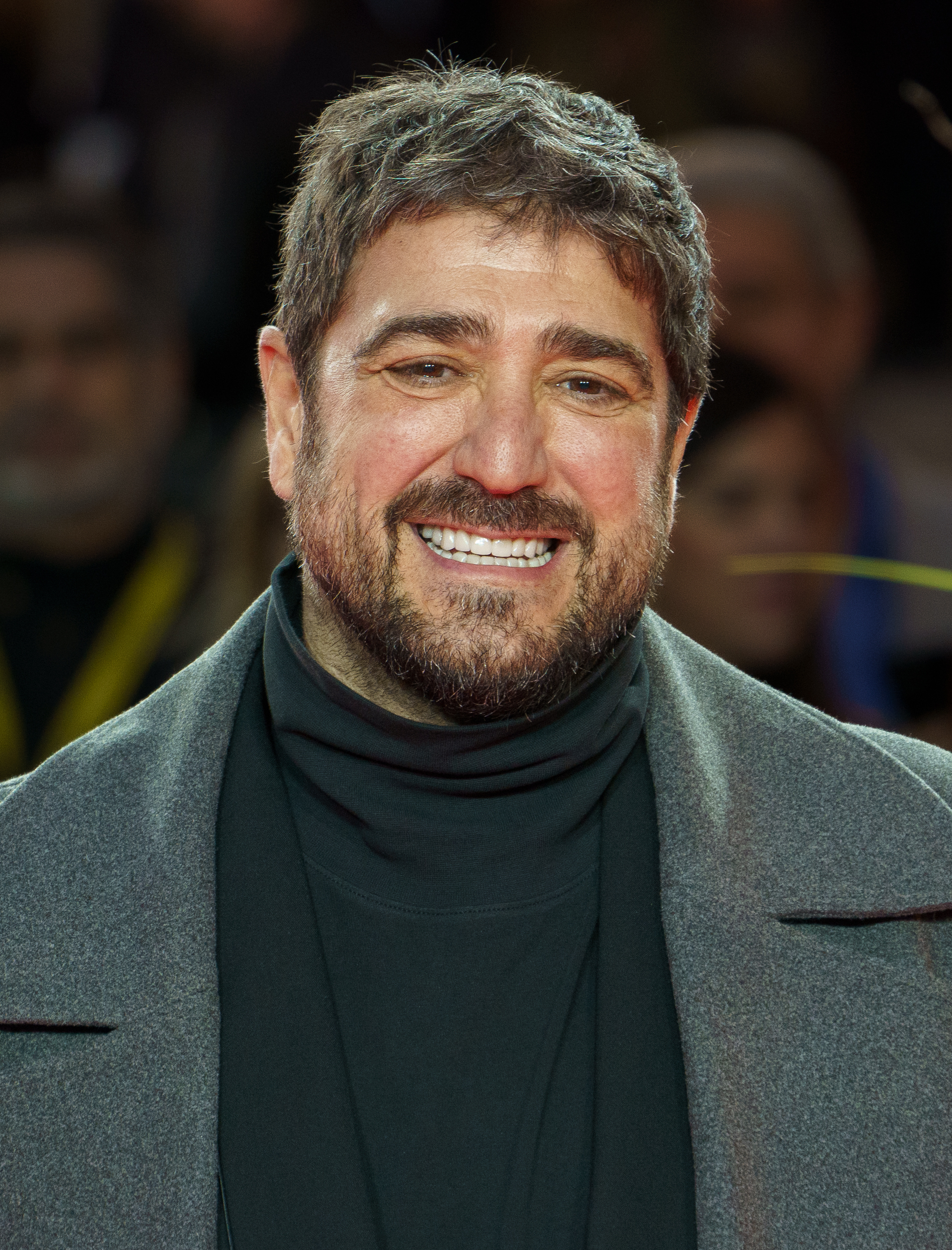
2025年

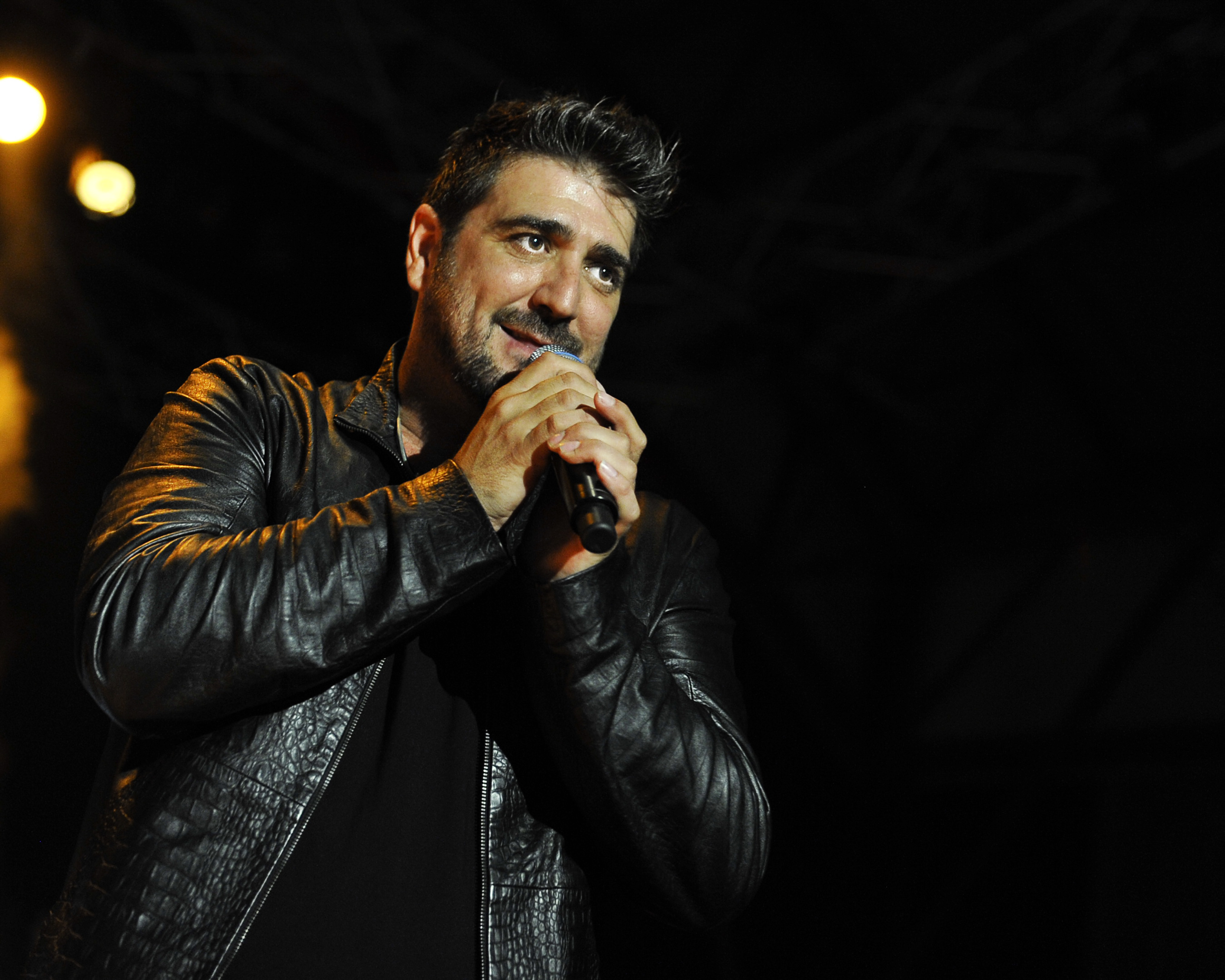
アントニオ・オロスコ

アントニオ・オロスコ（Antonio Orozco, 1972年11月23日 - ）はスペイン・バルセロナ出身のシンガー・ソング・ライター。

## 経歴
- 2003年 オンダス賞、最優秀ライブ・アーティスト 受賞。

## ディスコグラフィ
- 2000年 Un reloj y una vela (時計と蝋燭)
- 2002年 Semilla del silencio (緘黙の種子)
- 2004年 El princio del comienzo (はじめの起り)
- 2005年 Antonio Orozco (TOUR Edition CD+DVD) (アントニオ・オロスコ)
- 2006年 Cadizfornia (カヂフォルニア)